# En sa mémoire
Hors des remparts est le huitième album publié dans la série Donjon Zénith de la saga Donjon, numéroté 8, dessiné par Boulet, écrit par Lewis Trondheim et Joann Sfar, mis en couleur par Lucie Albon et publié en 4 novembre 2020,.